# Семёнова, Нина Григорьевна
Нина Григорьевна Семёнова (6 апреля 1940, Сталиногорск, Тульская область — 30 августа 2010, Новомосковск, Тульская область) — передовик советской химической промышленности, аппаратчица Новомосковского производственного объединения «Азот» имени В. И. Ленина Министерства по производству минеральных удобрений СССР, Тульская область, Герой Социалистического Труда (1981).

## Биография
Родилась в 1940 году в городе Сталиногорск, ныне Новомосковск Тульской области в многодетной семье. Завершила обучение в школе и начала трудиться учеником машинистки на Сталиногорском химическом заводе. 
В 1966 году завершив обучение в Новомосковском химико-механическом техникуме, стала работать на комбинате в должности машиниста холодильных установок. Позже перешла в аппаратчицы, а с 1972 года старшая аппаратчица. С 1968 года член КПСС.
За долгие годы работы на химическом комбинате проявила себя как дисциплинированный сотрудник. Инициатор совмещения смежных профессий. По итогам нескольких пятилеток была награждена орденами и медалями.  
«За выдающиеся производственные достижения, досрочное выполнение заданий десятой пятилетки и социалистических обязательств, проявленную трудовую доблесть», указом Президиума Верховного Совета СССР от 6 апреля 1981 года Нине Григорьевне Семёновой было присвоено звание Героя Социалистического Труда с вручением ордена Ленина и медали «Серп и Молот».
Продолжала работать в НПО "Азот" до выхода на заслуженный отдых. 
Представляла Тульскую область и отрасль в качестве депутата Верховного Совета СССР 9-го созыва, избиралась депутатом Тульского областного совета. 
Проживала в городе Новомосковске. Умерла 30 августа 2010 года. Похоронена на городском кладбище.

## Награды
За трудовые успехи была удостоена:
- золотая звезда «Серп и Молот» (06.04.1981);
- два ордена Ленина (20.04.1971, 06.04.1981);
- Орден Трудового Красного Знамени (05.03.1976);
- Орден Знак Почёта (28.05.1966);
- Медаль "За трудовую доблесть";
- другие медали.
- Почётный гражданин города Новомосковска.

## Память
- 20 августа 2013 года на жилом доме, где проживала Нина Григорьевна, установлена мемориальная доска.